# Bibliothèque cantonale d'Appenzell Rhodes-Extérieures
 (avril 2022).
Si vous disposez d'ouvrages ou d'articles de référence ou si vous connaissez des sites web de qualité traitant du thème abordé ici, merci de compléter l'article en donnant les références utiles à sa vérifiabilité et en les liant à la section « Notes et références ».
La Bibliothèque cantonale d’Appenzell Rhodes-Extérieures est localisée à Trogen. Sa mission est de récolter, de créer, de conserver et de mettre à disposition toutes sortes de médias ayant un lien avec le canton d’Appenzell Rhodes-Extérieures.
En collaboration avec les archives d’état, elle est également le bureau central de coordination pour l’histoire du canton. Par des publications culturelles et historiques, des guides thématiques ainsi que des expositions et des manifestations régulières, elle fait connaître l’histoire du pays et de sa culture.
Tous les deux ans depuis 2005 a lieu le congrès scientifique Trogener Bibliotheksgespräche (colloque bibliothéconomique de Trogen) en collaboration avec les instituts de germanistique des universités de Bochum et de Berne. Son rôle est de promouvoir l’exploration de fonds internationalement remarquables (mais encore inconnus jusqu’à aujourd’hui) du XVIIIe siècle.

## Histoire
La bibliothèque cantonale fut créée en 1896. Elle prit alors en charge les quelque 20 000 titres de la bibliothèque communale de Trogen. Le fonds fut ensuite élargi grâce aux dons de bibliothèques privées.

## Le fonds
Aujourd’hui, la bibliothèque possède environ 30 000 titres catalogués, dont beaucoup d’imprimés des temps modernes. Quant au contenu, l’accent est porté sur l’histoire, la géographie, l’Helvetia (toutes les publications qui concernent la Suisse ou ses habitants), les lettres et la théologie.
À cela s’ajoutent encore 540 manuscrits, des legs de la correspondance entre Laurenz Zellweger (1692-1764) et de Johann Caspar Zellweger (1768-1855) et l’Appenzellensia.
Le fonds des périodiques contient aujourd’hui 280 publications mortes et environ 200 publications vivantes.
Les collections spécialisées sont les suivantes : Zellweger-Archivalien (les archives des Zellweger), la Collection Carl Meyer, la Description de l’Égypte, Schauwerk et l’Appenzeller Bilddatenbank (la base de données d'images appenzelloises).

## Le catalogue et l’utilisation
Depuis 2000, la bibliothèque fait partie du St. Galler Bibliotheksnetz, le réseau des bibliothèques saint-galloises (SGBN, coordonné par la bibliothèque de Saint-Gall). Le logiciel utilisé est ALPEH.
Les collections Carl Meyer, Égypte et Schauwerk sont accessibles depuis le catalogue en ligne.  L’Appenzeller Bilddatenbank devrait aussi être en ligne d’ici 2009.
L’utilisation de la bibliothèque est publique et la carte de la bibliothèque donne droit au prêt.
Depuis l’été 2006, les fonds anciens sont entièrement recatalogués. 